# Karl Ernst von Baer
Karl Reinhold Ernst von Baer (del ruso: Карл Эрнст фон Бэр) conocido en Rusia como Karl Maksimovich Baer (en ruso: Карл Макси́мович Бэр, (Piibe, 17 de febrero de 1792 - 26 de noviembre de 1876) fue un naturalista, biólogo, geólogo, meteorólogo, geógrafo, botánico de origen ruso, y uno de los fundadores de la embriología. Partiendo del concepto de las láminas germinales propuesto por Heinz Christian Pander, Baer amplió las investigaciones a un gran número de especies animales, extendiendo este principio a todos los vertebrados. Baer fue también reconocido por el descubrimiento de la blástula. Publicó sus descubrimientos, incluyendo su trabajo sobre las capas germinales, en un libro de texto titulado Sobre el desarrollo de los Animales en 1828.

## Biografía
Karl Ernst von Baer nació en Piibe, ciudad por aquel entonces del Imperio ruso y actualmente perteneciente a Estonia. Educado en la escuela catedral de Reval (Tallin) y la Universidad de Dorpat (Tartu), continuó sus estudios universitarios en Berlín, Viena y Wurzburgo, donde Ignatius Döllinger le introdujo, junto a Pander y d'Alton, en el nuevo campo de la embriología. A partir de 1817 von Baer ejerce como profesor de zoología y anatomía en la Universidad de Königsberg. En 1834 se traslada a San Petersburgo, integrándose en la Academia de las Ciencias, primero en zoología (1834-46) y más tarde en anatomía comparada y fisiología (1846-62). Los últimos años de su vida (1867-76) los pasó en Dorpat, donde se convirtió en uno de los principales críticos de la teoría de la evolución de Charles Darwin.

## Obra
Karl Ernst von Baer estuvo influido tanto por la Naturphilosophie como por Cuvier. Su visión de la forma orgánica privilegió las consideraciones funcionales, adaptando la perspectiva teleológica recomendada por Kant en su Crítica del Juicio.
En "Ovi Mammalium et Hominis genesi" (1827) von Baer describió el desarrollo de los mamíferos a partir del óvulo. Se probaba, así, por vez primera, no sólo la existencia del óvulo, sino también los estadios de blástula y notocordio.
Su obra más importante es Über Entwickelungsgeschichte der Thiere ("Sobre la historia del desarrollo de los animales"), publicada en 1828. Dividida en dos partes (una descriptiva y otra teórica agrupada en seis "scholia") en ella desarrolla su teoría epigenetista del desarrollo y se opone a la teoría del paralelismo tal y como había sido enunciada en la llamada Ley de Meckel-Serres.

### Epigenetismo
Von Baer refuta la teoría preformacionista, demostrando la inexistencia de ningún rasgo de organismos en miniatura en los inicios del desarrollo. Frente a ella, propone una teoría epigenetista del desarrollo según la cual, la ontogénesis procede de lo general a lo particular, comenzando por un estado homogéneo que va diferenciándose sucesivamente en partes heterogéneas. En primer lugar, el organismo se diferencia en hojas germinales, una teoría que tomada de Heinz Christian Pander y Caspar Friedrich Wolff, extiende a la totalidad de los animales, fundando así la embriología comparada. Von Baer distingue entre la "hoja vegetal" y la "hoja animal", que, a su vez, se dividirían en otras dos hojas secundarias (diferenciación secundaria) y, finalmente, darían lugar a los órganos (diferenciación terciaria o morfológica).

### Las leyes de Baer
Karl Ernst von Baer se opuso radicalmente a la teoría del paralelismo formulada por Meckel y Serres, a la que enfrentó numerosos contraejemplos empíricos, resumiendo todas sus objeciones en cuatro grandes leyes:
1. Los caracteres generales del grupo al que pertenece un embrión aparecen en el desarrollo embrionario antes que los caracteres específicos.
2. Las relaciones estructurales específicas se forman después de las genéricas.
3. El embrión no pasa por estadios pertenecientes a otras formas específicas sino que se separa de ellas.
4. El embrión de una forma animal nunca se asemeja al adulto de otra forma animal sino a su embrión.

La concepción del desarrollo de von Baer (y con ella la de la sistemática) no es, por tanto, serial sino ramificada o arborescente. Los embriones divergen progresivamente a partir de estadios relativamente homogéneos que se van diferenciando en función de la clasificación taxonómica, desde los grandes grupos hasta la especie.

### Diferencias con Darwin
Von Baer creyó, con Georges Cuvier, en la existencia de cuatro planes estructurales en el reino animal: el de los radiados, el de los moluscos, el de los articulados y el de los vertebrados. Los planes estructurales eran mutuamente independientes y las series de un mismo plan no implicaban una sucesión por transmutación en el tiempo. De hecho, von Baer se enfrentó a la teoría de la evolución de Darwin, aunque no llegó a rechazar el transformismo.

### Libros
- De morbis inter esthonos endemicis, Dorpati, 1814. Tesis doctoral
- Über Entwicklungsgeschichte der Thiere: Beobachtung und Reflexión., Königsberg, Bornträger, 1828-1888. 2 vol.
- Vorlesungen über Anthropologie für den Selbstunterricht. Königsberg, 1824
- De ovi mammalium et hominis genesi. Epistola ad Academiam Imperialem Scientiarum Petropolitanam. Lipsiae, L. Vossius, 1827. (Sobre la génesis del óvulo de los mamíferos y el hombre; una carta a la Academia Imperial de las Ciencias de San Petersburgo
- Beiträge zur Kenntniss der niedern Thiere. Mit 6 Kupfertaf. Nova Acta Leopoldina, 1827, XIII, N 2, p. 525-762
- Uber Entwickelungsgeschichte der Thiere, 1828
- Crania selecta etc. Petropol, 1859
- Über Papuas und Alfuren
- Beiträge zur Kenntniss des russischen Reiches
- Caspische Studien (I-VI)
- Reden, gehalten in wissenschaftlichen Versammlungen und kleinere Aufsätze vermischten Inhalts. 3 v. St Petersburg, 1864-1876
- Nachrichten über Leben und Schriften des Geheimrathes Dr. Karl Ernst von Baer, mitgetheilt von ihm selbst. Veröffentlicht bei Gelegenheit seines fünfzigjährigen Doctor-Jubiläums, am 29. August 1864, von der Ritterschaft Esthlands.
- A letter to Ch. Darwin of 5 May 1873. Dorpat (Tartu). The Darwin Papers, Manuscripts Room, Cambridge University Library, Cambridge, England, 160
- Nachrichten über Leben und Schriften. Autobiography. Canton (USA). Science History Publications. 1986
- Peter des Grossen Verdienste um die Erweiterung der geographischen Kenntnisse. Treatise, Petersburg, 1872
- Homerische Localitäten in der Odys. Braunschweig, 1879
- Lebensgeschichte Cuviers. Braunschewig, 1897

### Artículos
- "Expédition à Novaia Zemlia et en Laponie". Thierisches Leben. Bull. sci., 1838, 3, p. 343-352; Ann. Berghaus, 1838, 3, VI, P. 20-28
- "On the recent Russian Expeditions to Novaia Zemlia". Journal of the Geographical Society of London, 1838, (8): 411-415
- "On the ground ice or frozen soil of Siberia." Journal of the Geographical Society of London, 1838, (8): 210-213. Athenaeum, 1838, (540): 169
- "Recent intelligence of the frozen ground in Siberia." Journal of the Geographical Society of London, 1838, (8): 401-406
- "Ueber das Klima von Sitcha und den Russischen Besitzungen an der Nordwestküste von Amerika überhaupt, nebst einer Untersuchung der Frage, welche Gegenstände des Landbaues in diesen Gegenden gedeihen können." Bull. sci. 1839 (5): 129-141, 146-152
- "Sur la fréquence des orages dans les régions arctiques".Bull. sci. 1840 (6): 66-73

- La abreviatura «Baer» se emplea para indicar a Karl Ernst von Baer como autoridad en la descripción y clasificación científica de los vegetales.[6]